# Etrurija
Etrurija (/ ɪtrʊəriə /, latinsko Etruria) ki se običajno omenja v grških in latinskih besedilih kot Tyrrhenia (grško Τυρρηνία) je bila regija v srednji Italiji, med rekama Arno in Tibero, na območju dela današnje Toskane, Lacija in Umbrije, Etruskologi razlikujejo med Tirensko Etrurijo ob Tirenskem morju in Padansko-jadransko Etrurijo v dolini reke Pad.

## Etruščanska Etrurija
Antični ljudje Etrurije so označeni kot Etruščani. Njihova zapletena kultura je bila osredotočena na številne mestne državice, ki so se v villanovskem obdobju v 19. stoletju pr. n. št. razširile in so bile zelo močne med orientaliziranim in arhaičnim obdobjem. Etruščani so bili prevladujoča kultura v Italiji do 650 pr. n. št., presegli so druge starodavne Italijanske narode, kot so Liguri, njihov vpliv pa je viden preko meja Etrurije v dolini reke Pad in v Laciju kot tudi Kampaniji ter v stiku z grškimi kolonijami v južni Italiji (vključno s Sicilijo). Dejansko so v nekaterih etruščanskih grobnicah, kot so na primer tumulusi Montefortini v Comeani (sodobni Carmignano) v Toskani, v grobovih našli fizične dokaze o trgovini - skodelice iz fine fajanse so še posebej pomembni primeri. Taka trgovina se je dogajala tudi bodisi neposredno z Egiptom bodisi prek posrednikov, kot so grški ali feničanski mornarji.
Na Rim, ki ga je od Etrurije ločila Silva Ciminia, Ciminski gozd, so močno vplivali Etruščani, z vrsto etruščanskih kraljev, ki so vladali v Rimu do leta 509 pr. n. št., ko je bil odstranjen zadnji etruščanski kralj Tarkvinij Ošabni (Lucius Tarquinius Superbus) z oblasti in je bila ustanovljena rimska republika . Etruščani so vplivali na arhitekturo in obredno rimsko prakso; pod etrurskimi kralji je bilo zgrajenih več pomembnih zgradb, kot so Tempelj najboljšega največjega Jupitra (Jupiter Optimus Maximus), Cloaca Maxima in Via Sacra.
Etruščanska civilizacija je bila odgovorna za velik del grške kulture, uvožene v zgodnji republikanski Rim, vključno z dvanajstimi bogovi  Olimpa, gojenjem oljk in grozdja, latinsko abecedo (prilagojeno grški abecedi) in arhitekturo, kot so lok, kanalizacija in drenažni sistem.

## Teritorialne enote Etrurije
Etrurijo običajno delijo na dva glavna teritorija, imenovana Severna Etrurija in Južna Etrurija, ki jima je treba dodati še najbolj severna ozemlja, imenovana Etruria Padana, in najjužnejša ozemlja, imenovana Etruria Campana.
- Severna Etrurija. Velik del sodobne Toskane, od reke Arno na severu, Apeninov na vzhodu in reke Albegne na jugu Toskane. Poleg tega so segala etruščanska ozemlja vse do Perugie v sodobni Umbriji.
- Južna Etrurija. Najbolj južna območja Toskane, ves severni in osrednji Lacij do vrat Rima.
- Etrurija Padana (padanska Etrurija). Ozemlja v Emiliji - Romanji in skrajni južni del Lombardije, v severni Italiji.
- Etrurija Campana (Campanian Etruria). Nekatera ozemlja v italijanski deželi Kampanija v južni Italiji

## Etruščanska zveza
Med 600 in 500 pr. n. št. je bilo obdobje 12 etruščanskih mestnih držav, ki so oblikovale ohlapno konfederacijo, imenovano Etruščanska zveza, ki je bila bolj versko usmerjeno in je bila le redko navzven aktivna. V tej zvezi so bila naslednja mesta:
| Etruščansko      | Latinsko         | Italijansko | Lega                      |
| ---------------- | ---------------- | ----------- | ------------------------- |
| Aritim           | Arretium         | Arezzo      |                           |
| Caisra, Cisra    | Caere            | Cerveteri   |                           |
| Clevsin          | Clusium          | Chiusi      |                           |
| Curtun           | Cortona          | Cortona     |                           |
| Persna, Phersna  | Perusia          | Perugia     |                           |
| Pupluna, Fufluna | Populonia        | Populonia   | Piombino                  |
| Tarchna          | Tarquinii        | Tarkvinija  |                           |
| Vei              | Veji             | Veio        | Isola Farnese (Rom)       |
| Velathri         | Volaterrae       | Volterra    |                           |
| Velsna, Velzna   | Volsinii Veteres | Orvieto ?   |                           |
| Velch            | Volci            | Vulci       | Montalto di Castro        |
| Vetluna, Vatluna | Vetulonia        | Vetulonia   | Castiglione della Pescaia |

Po uničenju Veja je napredovala Populonija. Podobna zavezništva so obstajala v etruščanskih naselbinskih območjih v dolini Pad in v Kampaniji.
Etruščanščina je bil uradni jezik sestankov. Ko je Etrurijo osvojila rimska republika, je postal uradni jezik latinščina.

## Rimska Etrurija
V Avgustovem obdobju Italije je bilo Etruria ime regije (Regio VII), katere meje so bila Tibera, Tirensko morje, Apuanske Alpe in Apenini in so približno enakovredne tistim etruščanske Etrurije. 

## Etrurija v sodobnem času
Veliko vojvodstvo Toskana (ki je obstajalo med letoma 1569-1801 in 1814-1859) se je v latinščini pripisalo Magnus Ducatus Etruriae (Veliko vojvodstvo Etrurije). 
Klasično Ime Etruria se je uporabljalo tudi za kraljestvo Etrurija, efemerno državo Napoleona I. Francoskega, ki je med letoma 1801 in 1807 nadomestila Veliko vojvodstvo Toskane.
Posebno pomembna dela, ki se ukvarjajo z etruščanskimi lokacijami, so Skice etruščanskih mest in drugi italijanski eseji (Sketches of Etruscan Places and other Italian essays) D. H. Lawrenca.

## Mesta
Navedena so le večja mesta v Etruriji. Latinska in italijanska imena so v oklepaju:
- Arritim (Arretium, Arezzo)
- Caisra (Caere, Cerveteri)
- Clevsin (Clusium, Chiusi)
- Curtun (Cortonium, Cortona)
- Felathri (Volaterrae, Volterra)
- Fufluna (Populonium, Populonia)
- Parusia (Perusia, Perugia)
- Tarchna (Volscian Anxur) (Tarracina, Terracina)
- Tarchnal (Tarquinii, Tarkvinija)
- Veji (Veius, Veio)
- Vetluna (Vetulonium, Vetulonia)
- Vipsul (Faesulae, Fiesole)
- Velch (Vulci, Volci)
- Velzna (Volsinii, Volsinia)